# Sellye
Sellye (Duits: Schelle) is een plaats (város) en gemeente in het Hongaarse comitaat Baranya. Sellye telt 2941 inwoners (2007).

## Voetnoten
1. 1 2  2007-es KSH-adatok